# بادي ميلر
بادي ميلر (بالإنجليزية: Buddy Miller)‏ هو منتج أسطوانات ومغني ومغن مؤلف وعازف قيثارة ومهندس ومهندس الصوت أمريكي، ولد في 6 سبتمبر 1952 في فيربورن في الولايات المتحدة.

## وصلات خارجية
- الموقع الرسمي
- بادي ميلر على موقع IMDb (الإنجليزية)
- بادي ميلر على موقع ميوزك برينز (الإنجليزية)
- بادي ميلر على موقع أول ميوزيك (الإنجليزية)
- بادي ميلر على موقع ديسكوغز (الإنجليزية)
- بادي ميلر على موقع قاعدة بيانات الفيلم (الإنجليزية)